# Islay (Antarktika)
Islay ist die größte Insel des William-Scoresby-Archipels vor der Mawson-Küste des ostantarktischen Mac-Robertson-Lands. Sie liegt 2,5 km nördlich von Bertha Island.
Entdeckt und benannt wurde die Insel im Februar 1936 von Wissenschaftlern der britischen Discovery Investigations an Bord des Forschungsschiffs RRS William Scoresby. Der Namensgeber ist die Insel Islay in den Inneren Hebriden vor der Westküste Schottlands.